# Rotonde des Valois
La rotonde des Valois, communément appelé Notre-Dame-de-la-Rotonde ou Notre-Dame-la-Blanche, est un bâtiment qui jouxtait la basilique de Saint-Denis de la fin du XVIe siècle au début du XVIIIe siècle. Abritant la tombe d'Henri II et de son épouse Catherine de Médicis, cet édifice devait accueillir les dépouilles des successeurs de ce roi dans la maison de Valois, dynastie régnante à l'époque de sa construction, qui débuta en 1568. La rotonde ne fut jamais terminée et fut détruite en 1719.

## Emplacement de la rotonde des Valois
Le monument, édifié dans l'emprise du cimetière de l'abbaye et destiné à devenir la sépulture dynastique des Valois, était greffé sur le flanc nord de l'abbatiale. Son unique entrée se trouvait dans la chapelle Notre-Dame-la-Blanche située dans le bras nord du transept de la basilique Saint-Denis. Elle n'est plus signalée aujourd'hui que par des buissons taillés sur le plan de ses fondations. 

## Description de la rotonde des Valois

### Architecture

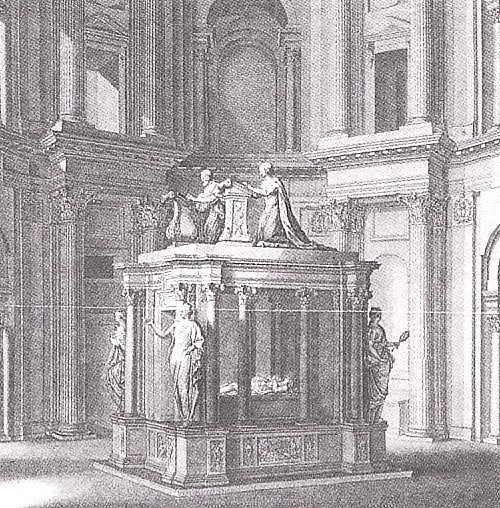
Intérieur de la rotonde des Valois.

L'édifice s'inspirait des temples circulaires de l'Italie antique et mesurait 30 mètres de diamètre. La rotonde était une chapelle ronde, qui devait être couronnée par un dôme. L'intérieur et l’extérieur de la chapelle étaient décorés de pilastres, colonnes et épitaphes en marbre coloré. 
Au centre de la rotonde s'élevait le tombeau en forme de temple d'Henri II et de Catherine de Médicis. Il avait été commandé, en 1560, à Germain Pilon et Ponce Jacquio, par le Primatice, peintre et sculpteur nommé surintendant des Bâtiments du roi.Le monument abritait six autres chapelles encerclant les tombes d'Henri II et Catherine de Médicis. 
Ce plan circulaire résolvait le problème auquel avaient dû faire face les frères Giusti et Philibert Delorme lors de la construction des précédentes tombes royales. Alors que le concept de l'Orme pour le tombeau de François Ier impliquait une vision soit de face soit de côté, celui du Primatice permettait de regarder la tombe de tous les côtés. L'historien d'art Henri Zerner a appelé ce plan « un grand drame ritualiste qui aurait rempli l'espace céleste de la rotonde ».
Seuls les deux premiers niveaux ont été construits ; le dôme n'a jamais été réalisé. À l'intérieur, la rotonde comptait six chapelles rayonnantes dotées chacune d'un autel axial. Dans la crypte, six autres chapelles, dépourvues d'autels, étaient destinées à accueillir des cercueils.

### Sculptures
Outre le tombeau d'Henri II, la Rotonde abritait une série de sculptures dont certaines ont pu être conservées au Louvre. Dès les années 1580, Germain Pilon travailla sur les statues des chapelles devant encercler le tombeau. 
Parmi elles, on peut citer un groupe de sculptures figurant la Résurrection et une Vierge de douleur.
- Le groupe de la Résurrection (Musée du Louvre) était destiné à faire face au tombeau à partir d'une chapelle secondaire ; l’inspiration vient de Michel-Ange qui avait dessiné les tombeaux et statues funéraires du père de Catherine dans une des chapelles des Médicis à la Basilique San Lorenzo à Florence ; la conception du groupe de sculptures, pétrie de références italiennes, semble due au Primatice. Le Christ, dénudé et athlétique, au torse puissant, semble s'inspirer du Christ de Michel-Ange à Rome (église Santa Maria sopra Minerva), dont François Ier avait cherché à obtenir un moulage en 1546 ; le visage du Christ, inspiré par celui du roi Henri II en personne, concilie l'idéalisation des traits et une expression très humaine, avec un regard très doux.
- La Vierge de Douleur correspond à la mystique de la Vierge Marie souffrant une passion parallèle à celle de son fils. Le musée du Louvre conserve le modèle en terre cuite de cette œuvre considérée comme la réalisation maîtresse de l'artiste. Ce modello en plâtre (Louvre) par Pilon a été jusqu'à la Révolution conservé à la Sainte-Chapelle de Paris avant d'être envoyé à Saint-Cyr puis au Louvre au XIXe siècle. La sculpture en marbre qui aurait été envoyée à la rotonde puis a figuré à la chapelle du Louvre jusqu'à la Révolution. Aujourd'hui, elle est à l'église Saint-Paul et Saint-Louis à Paris.

## Histoire de la Rotonde des Valois

### Contexte du projet

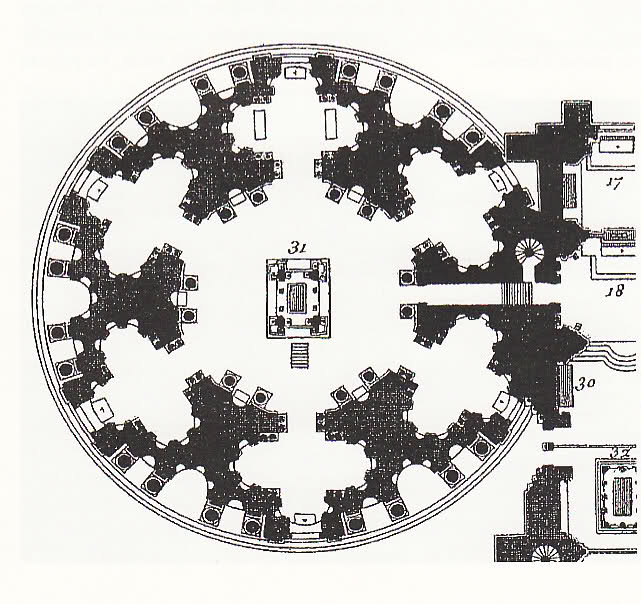
Plan de la rotonde des Valois.

Après la mort de son époux Henri II en 1559, Catherine de Médicis obtint un rôle beaucoup plus important dans le gouvernement du Royaume. Mais commence alors une période d’instabilité. C’est le début des guerres de religion. François II succéda à l’âge de seize ans à son père. Mais il décéda un an et cinq mois plus tard en 1560 et Catherine de Médicis devint alors Régente de France. 
Malgré les nombreux conflits religieux et les problèmes financiers de la couronne, elle entreprit alors de nombreux et ambitieux projets artistiques. Le projet de Rotonde est de ceux-là.
La rotonde des Valois visait à diffuser la culture de la Renaissance en France, témoigner de la grandeur des Valois, améliorer le moral du peuple et également donner du travail à de nombreuses personnes.

### Commande
Ayant passé sa jeunesse en Italie, Catherine de Médicis sollicita régulièrement Le Primatice, comme elle, italien expatrié en France. Se présentant comme une veuve éplorée, toujours vêtue de noir, Catherine de Médicis prit exemple sur Artémise, reine d'Halicarnasse, qui à la mort de son époux Mausole, fit construire le Mausolée d'Halicarnasse, une des sept merveilles du monde. Aussi la Reine imagina de construire un mausolée grandiose pour accueillir la dépouille de son défunt mari et de sa famille.
Le Primatice, était à la fois peintre, architecte et sculpteur. Originaire de Bologne, il se mit au service de François Ier en 1532 et devient l'un des maîtres de l'école de Fontainebleau. Il fut nommé Surintendant des bâtiments de la couronne et se voit confier la construction du tombeau du roi puis de la rotonde des Valois.

### Réalisation

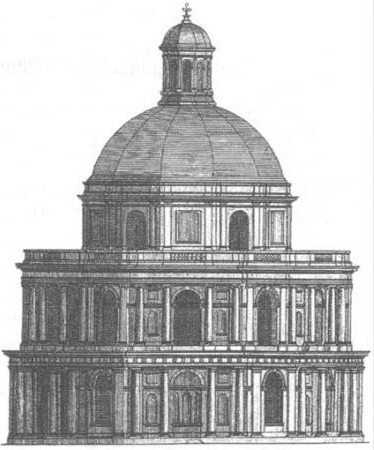
Élévation du projet de rotonde des Valois (le dôme ne fut jamais édifié).

Le tombeau encore visible aujourd'hui à la basilique de Saint-Denis est réalisé à partir de 1559.
Primatice imagina d'abord un édifice de plan hexagonal, connu grâce à la description sommaire qu'en fit le florentin Vasari dans ses Vies en 1563. On ne sait exactement comment se présentait ce premier projet puisque le modèle en terre cuite est aujourd'hui perdu. Ce projet influencé passe par la chapelle des Princes à Florence que connaissait bien Catherine de Médicis s'éloignait assurément de toutes les chapelles funéraires françaises, royales ou princières. La sépulture est autonome, caractérisée par un plan centré, la coupole et le décor à l'antique.
C'est la mort de François II (décembre 1560) qui poussa la reine mère à vouloir un projet plus ambitieux. Car ce décès fragilisait aux yeux de l'opinion publique la famille régnante et la rotonde devait assurer une plus grande légitimité au nouveau roi Charles IX. Il s'agissait de donner une image glorieuse et immortelle de la dynastie
La construction de la Rotonde débute en 1568. De nombreuses dépenses sont engagées par la Couronne, et des marbres blancs, noirs, gris et rouges sont amenés à Saint-Denis. Le Primatice mourut peu de temps après, en 1570. Pendant les deux années suivantes, les travaux furent poursuivis par un de ses admirateurs, Alberto Gondi, qui suivit scrupuleusement ses dessins et ses modèles.
Le 20 juin 1572, Charles IX de France et sa mère approuvaient les plans définitifs de la Rotonde. C'est Jean Bullant, qui prit le chantier en main tout en remaniant le projet. L'hexagone devint un dodécagone de près de 30 mètres de diamètre et les quatre tombeaux qui devaient être adossés aux murs sont transférés dans de grandes chapelles satellites. L'édifice est augmenté d'un étage de tribunes aussi développé que le rez-de-chaussée et d'un grand caveau souterrain.
Le projet primitif prévoyait un édifice autonome. Cependant, c'est une rotonde rattachée à la façade nord qui va être construite, accessible par un étroit couloir ouvert dans la chapelle orientale du bras du transept, certes à distance suffisante et décalé vers l'est pour ne pas obstruer la grande rosace rayonnante. L'accès extérieur au départ envisagé est abandonné pour raisons de sécurité et l'entrée ne pourra se faire que de l'intérieur de la basilique. 
Les travaux s'interrompirent entre 1579 et 1582. Baptiste Androuet du Cerceau prit alors le relai pour accélérer la réalisation. Différents architectes se succédèrent ensuite pour continuer le chantier, avec des interruptions plus ou moins longues, des changements de plans par rapport à la création initiale du Primatice, et parfois des vols de marbres destinés aux travaux. 
En 1586, l'édifice était laissé inachevé et Catherine de Médicis mourut en 1589. La Rotonde n'avait pas encore de toit à cette date. La construction s'est en fait interrompue juste au-dessus de la corniche du second niveau.
Les Bourbons, qui succédèrent alors aux Valois, n'entreprirent en 1621 que la construction d'un toit provisoire pour protéger le mausolée des intempéries.

### Abandon et destruction
Toutefois, cet ouvrage ne suffit pas et le mausolée tomba en ruines. Le tombeau fut alors transporté dans la basilique, puis la Rotonde fut démolie en 1719. Il n'en reste aujourd'hui que les fondations, dont une partie a été fouillée récemment, et bien sûr de nombreux témoignages et gravures de cette étonnante construction.
Selon Arthur de Boislisle : « Un siècle et quart d'incurie acheva facilement de transformer en ruine le monument qui était tout à la fois l'un des plus curieux produits de l'art du XVIe siècle et l'une des preuves les plus saisissantes de l'inconstance des choses humaines. »